# Szlovákiai választások
Szlovákia államformája parlamentáris köztársaság, a végrehajtó hatalom feje a miniszterelnök, a közvetlenül választott államelnök szerepe jelképes. A szlovákiai parlament neve Szlovák Köztársaság Nemzeti Tanácsa és 150 képviselőből áll. Parlamenti választást négyévente tartanak, államelnöki és megyei választásokat szintén, az európai választásokra ötévente kerül sor. A  legutóbbi parlamenti választás 2020. február 29-én volt.

## 2023-as szlovákiai parlamenti választás
A 2023. szeptember 30-án tartott parlamenti választáson a parlamentbe bejutó helyet szerzett pártok eredményei:
| Logó | Pártok neve                       | Szavazatok száma | Szavazatok aránya | Mandátumok száma | Mandátumok változása |
| ---- | --------------------------------- | ---------------- | ----------------- | ---------------- | -------------------- |
|      | Irány – Szlovák Szociáldemokrácia | 681 017          | 22,94%            | 42               | +4                   |
|      | Progresszív Szlovákia             | 533 136          | 17,96%            | 32               | +32                  |
|      | Hang – Szociáldemokrácia          | 436 415          | 14,7%             | 27               | Új                   |
|      | OĽaNO és Barátai                  | 264 137          | 8,89%             | 16               | -49                  |
|      | Kereszténydemokrata Mozgalom      | 202 515          | 6,82%             | 12               | +12                  |
|      | Szabadság és Szolidaritás         | 187 645          | 6,32%             | 11               | -2                   |
|      | Szlovák Nemzeti Párt              | 166 995          | 5,62%             | 10               | +10                  |

## 2020-as szlovákiai parlamenti választás
| Logó | Pártok neve                                 | Szavazatok száma | Szavazatok aránya | Mandátumok száma | Mandátumok változása |
| ---- | ------------------------------------------- | ---------------- | ----------------- | ---------------- | -------------------- |
|      | Egyszerű Emberek és Független Személyiségek | 721 166          | 25,02%            | 53               | +34                  |
|      | Irány - Szociáldemokrácia                   | 527 172          | 18,29%            | 38               | -11                  |
|      | Család Vagyunk                              | 237 531          | 8,24%             | 17               | +6                   |
|      | Kotleba - Mi Szlovákiánk Néppárt            | 229 660          | 7,97%             | 17               | +3                   |
|      | Szabadság és Szolidaritás                   | 179 246          | 6,22%             | 13               | -8                   |
|      | Az Emberekért                               | 166 325          | 5,77%             | 12               | +12 (új)             |

## Régebbi választások

### Képviselőválasztások
- 2016-os szlovákiai parlamenti választás
- 2012-es szlovákiai parlamenti választás
- 2010-es szlovákiai parlamenti választás
- 2006-os szlovákiai parlamenti választás
- 2002-es szlovákiai parlamenti választás
- 1998-as szlovákiai parlamenti választás
- 1994-es szlovákiai parlamenti választás

### Államelnöki választások
- 2019-es szlovákiai elnökválasztás
- 2014-es szlovákiai elnökválasztás
- 2009-es szlovákiai elnökválasztás

### Európai parlamenti képviselőválasztás
- 2019-es európai parlamenti választás Szlovákiában
- 2014-es európai parlamenti választás Szlovákiában
- 2009-es európai parlamenti választás Szlovákiában
- 2004-es európai parlamenti választás Szlovákiában

## Lásd még
- Szlovák Köztársaság Nemzeti Tanácsa